# 寶覺中學
寶覺中學（英語：Po Kok Secondary School），香港將軍澳調景嶺彩明街9號的一所全日制津貼中學，鄰近彩明苑。目前調景嶺的校舍於2001年啟用，學生分期遷進新校舍，至2003年完成。

## 歷史
1931年，何東夫人張蓮覺居士於銅鑼灣波斯富街創辦「寶覺義學」，為貧苦失學的女童提供教育，並在四年後遷至跑馬地山光道15號的「東蓮覺苑」。
二戰後，該義學獲政府資助，至1951年跑馬地校舍擴建，加設三年制職業中學部，成為此校的前身，並於1963-65年間增設五年制會考課程。1986年，中學部易名為「寶覺女子中學」，並由工業中學轉為文法中學至今。
1998年起，東蓮覺苑兩度向當時的教育署申請撥建新校舍，以期改善學校設施，並增加課程和班級，但不果。及後，此校再於2000年第三次參與校舍分配工作，並於同年8月獲港府批出調景嶺彩明苑的一所千禧校舍遷校。
2000年9月，學校借用將軍澳仁濟醫院王華湘中學開課，並招收首屆男、女混合中一級，為遷入彩明苑校舍作準備。
2001年，學校正式遷入調景嶺彩明苑，而且打破以往只收女生的傳統，改為兼收男女生的一所新中學。而在跑馬地原校的學生，除畢業班外均須改於新建調景嶺校舍上課。
於2002年，由於同區真道書院中、小學部校舍仍未建成，此校部分課室曾借予該校小學部半學年。
2003年6月22日，校方舉行新校舍揭幕典禮，遷校計劃也於同年9月完成。

## 校舍
此校為一座早期設計的中學千禧校舍，佔地6,698平方米，設有30間課室、各種特別室及禮堂。
此校屬彩明苑第3期工程的一部分，與同一期數內的彩耀閣及港澳信義會明道小學，均由金門建築承建，於1999年11月展開上蓋工程，至2001年3月完工。
按照原來的規劃，寶覺、明道兩校均採用1998年版第二代靈活式校舍。由於彩明苑於1998年10月以後才動工，政府因而在一年後要求房委會將兩校改為千禧校舍設計。

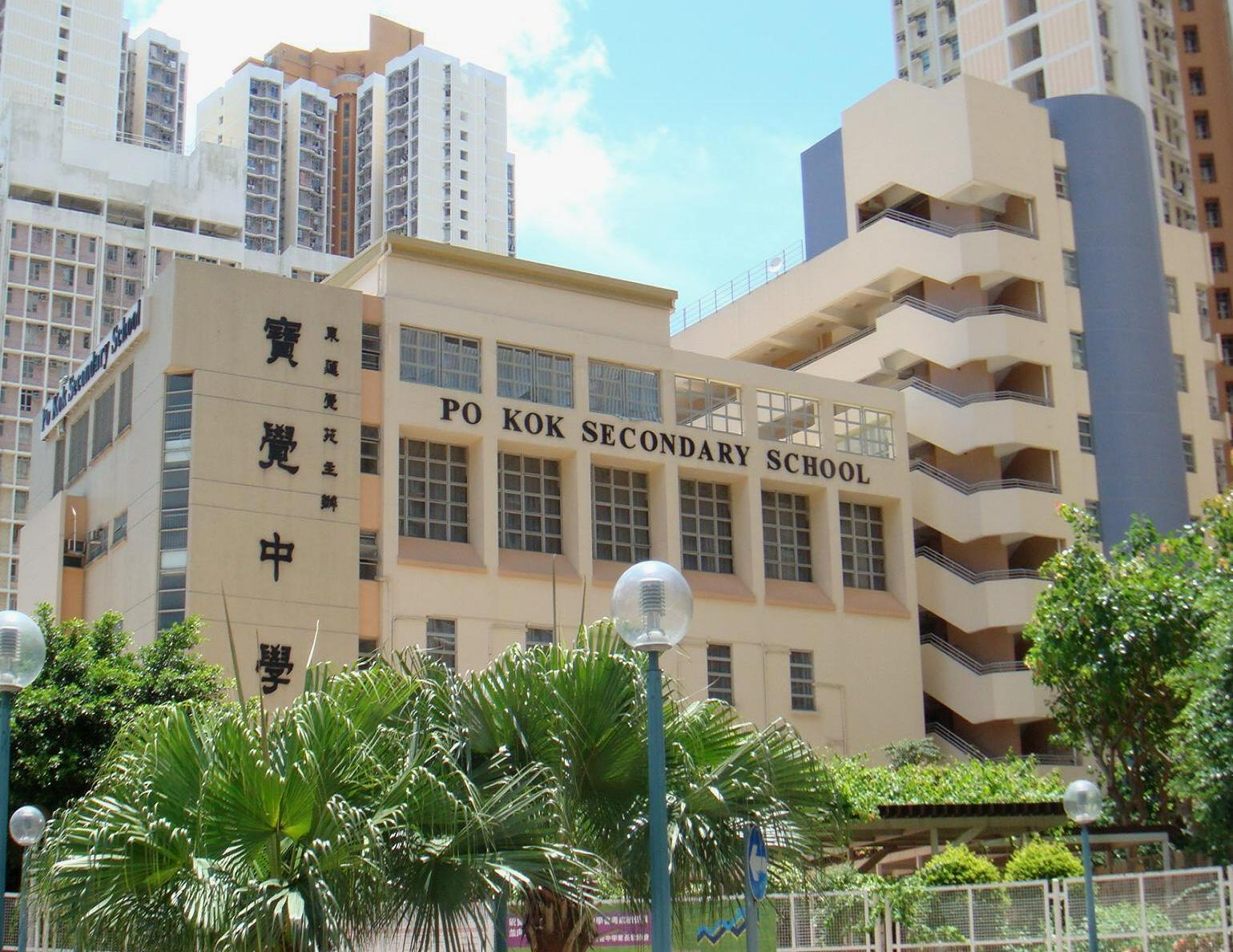
校舍東面
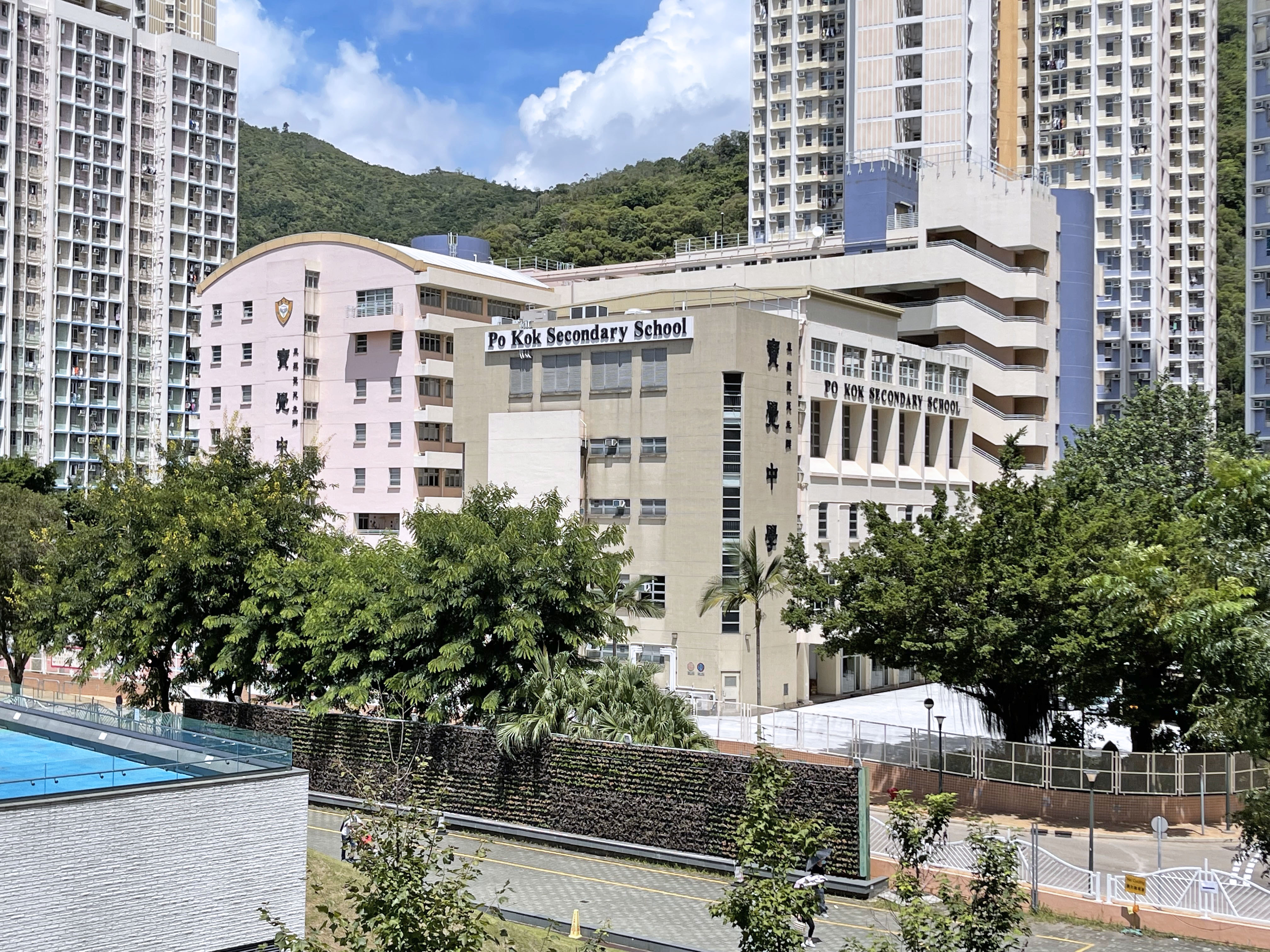
校舍東南面
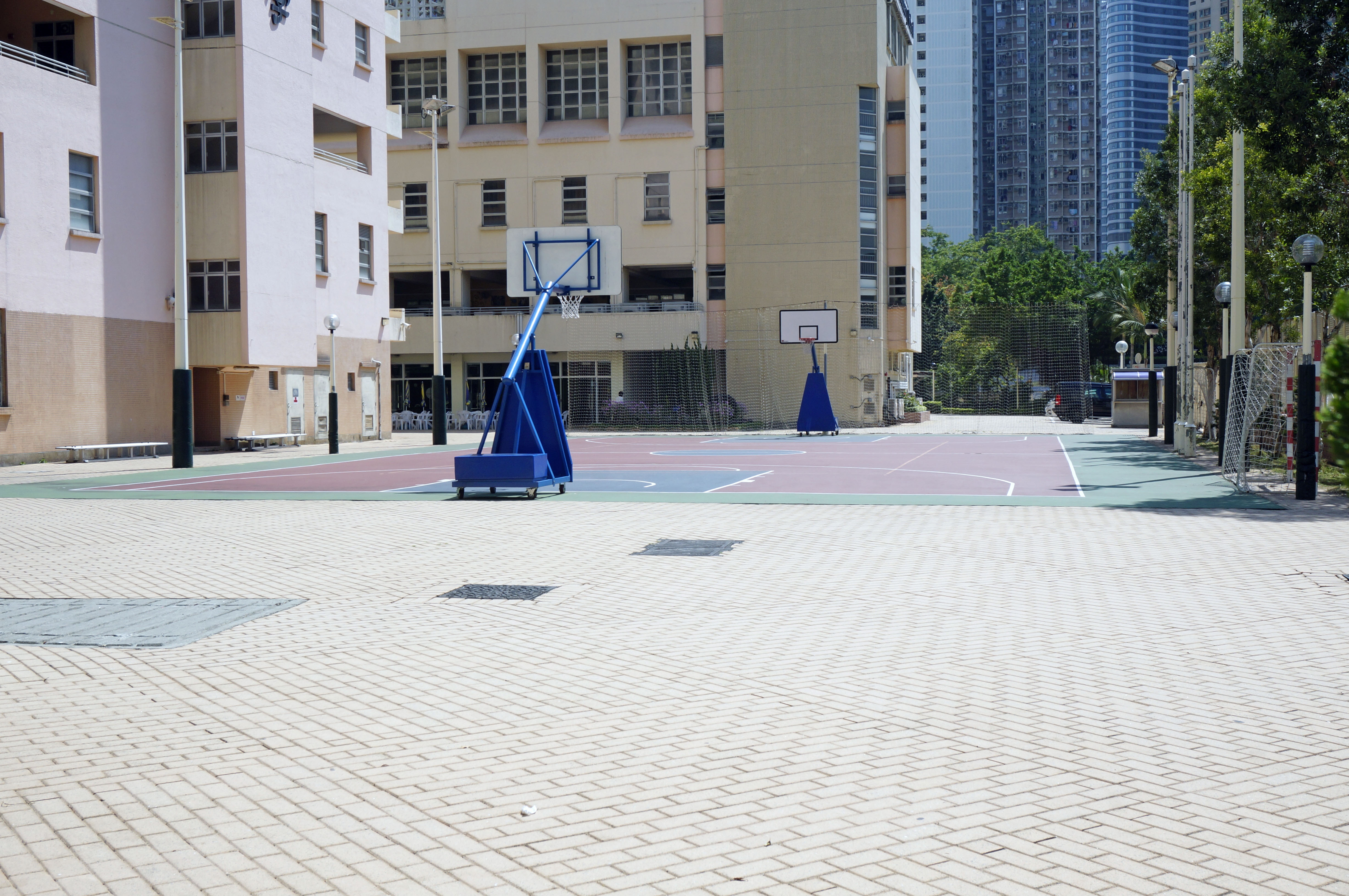
校內籃球場

## 班級
該校中一至中六級每級4班。上課時間表採用五天循環週制。

## 歷屆行政人員

### 校監
- 羅何錦姿 女士（1968年-1980年）
- 釋愍生 法師[10]（1980年-1993年）
- 許羅佩堅 女士（1993年-2005年）
- 葉淑屏 女士（2005年-2009年）
- 許日銓 先生（2009年-2021年）
- 釋僧徹 苑長（2021年-2024年）
- 釋演尊 法師（2024年起，現任校監）

### 校長
| 任別     | 姓名       | 上任學年 | 離任學年 | 備註                                       |
| -------- | ---------- | -------- | -------- | ------------------------------------------ |
| 1        | 林楞真居士 | 1951年   | 1963年   | 創校校長；此前僅為小學部校長（1966年逝世） |
| 2        | 覺岸法師   | 1963年   | 1983年   |                                            |
| 3        | 葉淑屏女士 | 1983年   | 2000年   |                                            |
| 4        | 李潔蘭女士 | 2000年   | 2003年   |                                            |
| （署理） | 葉淑屏女士 | 2000年   | 2003年   | 舊校舍校長；退休後曾出任校監               |
| 5        | 區建群先生 | 2003年   | 2014年   |                                            |
| 6        | 陳淑雯女士 | 2014年   | 現任     |                                            |

## 著名/傑出校友
- 陳自瑤：香港女演員
- 林楚麒：前無綫電視女藝員及歌手
- 黃美棋：香港女演員、童星
- 范彩兒：香港女演員
- 莊芷茵：2020年香港立法會選舉香港島選區熱血公民參選人
- 林俊其（2016年中六畢業）：香港男演員
- 蘇家欣：香港女歌手、全民造星III參賽者
- 楊芷羚：香港女歌手、造美人總冠軍、突破原美大獎
- 蕭珍彩（1965年中五畢業）[2]：佛教慈敬學校前校長
- 陳思齊（陳凱怡）：前無綫電視藝人

## 註解
1. ↑  按照該校於中學概覽提供資料，其創校年份為1931年；然而，由於此校前身「寶覺義學」要到1951年才增設中學部，因此以後者為準。